# Glossosoma dusmeti
Glossosoma dusmeti är en nattsländeart som beskrevs av Luisa Eugenia Navas 1920. Glossosoma dusmeti ingår i släktet Glossosoma och familjen stenhusnattsländor. Inga underarter finns listade i Catalogue of Life.